# Tipula (Lunatipula) brinki
Tipula (Lunatipula) brinki is een tweevleugelige uit de familie langpootmuggen (Tipulidae). De soort komt voor in het Palearctisch gebied.